# Fidlův kopec
Fidlův kopec (dawniej cz. Vysoká, niem. Lieselberg, dawniej niem. Fiedelhübel, 680 m n.p.m.) – najwyższy szczyt Gór Odrzańskich w Sudetach Wschodnich, w Czechach (Morawy, kraj ołomuniecki), na terenie poligonu wojskowego Libavá.
Na południowo-wschodnim zboczu, na wysokości 634 m n.p.m. znajduje się źródło Odry. Z Lipníka nad Bečvou do źródła wytyczono   szlak turystyczny (20 km).